# Івженко Ігор Петрович
І́гор Петро́вич Івженко — молодший сержант Збройних сил України.
Головний сержант 2-ї штурмової роти «Айдар».

## Нагороди
За особистий внесок у зміцнення обороноздатності Української держави, мужність, самовідданість і високий професіоналізм, виявлені під час виконання військового обов'язку, та з нагоди Дня Збройних Сил України нагороджений орденом «За мужність» III ступеня (2.12.2016).